# Temporada 1978 del Campeonato Mundial de Resistencia

## Carreras
| 24 Horas de Daytona 05/02/1978 Daytona International Speedway | 24 Horas de Daytona 05/02/1978 Daytona International Speedway | 24 Horas de Daytona 05/02/1978 Daytona International Speedway | 24 Horas de Daytona 05/02/1978 Daytona International Speedway | 24 Horas de Daytona 05/02/1978 Daytona International Speedway | 24 Horas de Daytona 05/02/1978 Daytona International Speedway |
| Pos                                                           | N°                                                            | Piloto                                                        | Auto                                                          | Equipo                                                        | Clase                                                         |
| ------------------------------------------------------------- | ------------------------------------------------------------- | ------------------------------------------------------------- | ------------------------------------------------------------- | ------------------------------------------------------------- | ------------------------------------------------------------- |
| 1°                                                            | 99                                                            | Stommelen / Hezemans / Gregg                                  | Porsche 935/77A                                               | Brumos Porsche                                                | GTX                                                           |
| 2°                                                            | 6                                                             | Barbour / Schurti / Rutherford                                | Porsche 935/77A                                               | Dick Barbour Racing                                           | GTX                                                           |
| 3°                                                            | 58                                                            | Febles / Poole                                                | Porsche Carrera RSR                                           | Diego Febles Racing                                           | GTO                                                           |
| 4°                                                            | 33                                                            | Fernández / Paul / Currin                                     | Porsche Carrera RSR                                           | Boricua Racing                                                | GTO                                                           |
| 5°                                                            | 14                                                            | Brambring / Schornstein / "Winter"                            | Porsche 935 K2                                                | Kremer Porsche Racing                                         | GTX                                                           |
| 6°                                                            | 9                                                             | Belcher / Bundy / Holbert                                     | Porsche 934/5                                                 | Belcher Racing                                                | GTX                                                           |
| 7°                                                            | 32                                                            | Earle / Akin / Knoop                                          | Porsche Carrera RSR                                           | Earle & Akin Racing Associates                                | GTX                                                           |
| 8°                                                            | 65                                                            | Morton / Adamowicz / Sahlman / Carradine                      | Ferrari 365 GTB/4                                             | Dan Ward Racing                                               | GTO                                                           |
| 9°                                                            | 59                                                            | Gregg / Ballot-Léna / Frisselle                               | Porsche 935                                                   | JMS Brumos Porsche                                            | GTX                                                           |
| 10°                                                           | 13                                                            | Shaw, Jr. / Busby / Meister                                   | Porsche 935                                                   | Hal Shaw Racing                                               | GTX                                                           |
| 11°                                                           | 1                                                             | White / Mesnick / Roehrig                                     | Porsche 911                                                   | J. Dana Roehrig                                               | GTU                                                           |
| 12°                                                           | 34                                                            | Drolsom / Davenport / Greb                                    | Porsche 911 S                                                 | Drolsom Racing                                                | GTU                                                           |
| 13°                                                           | 21                                                            | Konrad / Jöst / Merl                                          | Porsche 935                                                   | Konrad Racing                                                 | GTX                                                           |
| 14°                                                           | 8                                                             | Wolters / Refenning / Mummery                                 | Porsche 911                                                   | Terry Wolters                                                 | GTU                                                           |
| 15°                                                           | 24                                                            | Frank / Bergstrom                                             | Porsche Carrera RSR                                           | Executive Industries                                          | GTX                                                           |
| 16°                                                           | 84                                                            | Doyle / Maffucci / Speakman                                   | Datsun 260Z                                                   | Bondurant Racing School                                       | GTU                                                           |
| 17°                                                           | 60                                                            | Thomas / Tilton / Bond                                        | Porsche 911                                                   | R & R Racing                                                  | GTU                                                           |
| 18°                                                           | 29                                                            | Weiss / Alsup / Follmer                                       | Porsche 911 S                                                 | Richard C. Weiss                                              | GTU                                                           |
| 19°                                                           | 37                                                            | Buchler / Johnson / Young                                     | Chevrolet Camaro                                              | Clay Young                                                    | GTX                                                           |
| 20°                                                           | 46                                                            | DeNarvaez / Naon / Garcia                                     | Porsche Carrera RSR                                           | Mauricio DeNarvaez                                            | GTO                                                           |
| 21°                                                           | 22                                                            | Harriss / Bruckmann                                           | Porsche 911 E                                                 | Music City Racing                                             | GTU                                                           |
| 22°                                                           | 5                                                             | Migault / Guitteny / Young                                    | Ferrari 365 GT4/BB                                            | Team Grand Competition on Canart                              | GTX                                                           |
| 23°                                                           | 68                                                            | Mendez / Gonzalez / Ferrer                                    | Porsche Carrera RSR                                           | Luis Mendez                                                   | GTO                                                           |
| 24°                                                           | 91                                                            | Bondurant / Cook / Southern                                   | Datsun 260Z                                                   | Bob Bondurant                                                 | GTU                                                           |
| 25°                                                           | 78                                                            | Hillin / Henderson / Turner                                   | Ferrari 365 GTB/4                                             | Western Motor Works                                           | GTO                                                           |
| 26°                                                           | 9                                                             | Goellnicht / Marina / May / Arutunoff                         | Lancia Stratos                                                | Anatoly Arutunoff                                             | GTU                                                           |
| 27°                                                           | 94                                                            | Henn / Sahlman / Satullo                                      | Ferrari 365 GTB/4                                             | Preston Henn                                                  | GTO                                                           |
| 28°                                                           | 36                                                            | Case / Panaccione                                             | Porsche 911                                                   | Case Racing                                                   | GTU                                                           |
| 29°                                                           | 53                                                            | Downing / Fisher / Bohren / Mandeville                        | Mazda RX-3                                                    | Mazda Auto Tokyo                                              | GTU                                                           |
| 30°                                                           | 61                                                            | Akaike / Cosentino                                            | Mazda RX-3                                                    | Alfred Cosentino                                              | GTU                                                           |
| 31°                                                           | 38                                                            | McDill / Meldeau                                              | Chevrolet Camaro                                              | Mike Meldeau                                                  | GTX                                                           |
| 32°                                                           | 10                                                            | Church / Kump / Lee                                           | AMC AMX                                                       | Bob's Speed Products                                          | GTO                                                           |
| 33°                                                           | 50                                                            | Kleinschmidt / Culpepper                                      | MGB GT                                                        | Native Tan                                                    | GTU                                                           |
| 34°                                                           | 77                                                            | Johnson / Shaw / Woodward                                     | AMC Hornet AMX                                                | Amos Johnson/Dennis Shaw                                      | GTO                                                           |
| 35°                                                           | 7                                                             | Heimrath / Bienvenue / Ridgely                                | Porsche 935                                                   | Heimrath Racing                                               | GTX                                                           |
| 36°                                                           | 7                                                             | Cowart / Mendez / Castellano                                  | Porsche Carrera RSR                                           | Morrison's Inc.                                               | GTO                                                           |
| 37°                                                           | 82                                                            | Solomone / Lang / Fyhrie                                      | Chevrolet Camaro                                              | Solomone Racing                                               | GTX                                                           |
| 38°                                                           | 15                                                            | Beilcke / Grinbold / Gebhardt                                 | BMW 3.0 CSL                                                   | Bavarian Motors International                                 | GTX                                                           |
| 39°                                                           | 55                                                            | Rodríguez / Cruz                                              | Lotus Europa Ford                                             | Emiliano Rodriguez                                            | GTU                                                           |
| 40°                                                           | 95                                                            | Haywood / Hagestad / Bundy                                    | Porsche 935                                                   | Bob Hagestad                                                  | GTX                                                           |
| 41°                                                           | 18                                                            | Gauthier / Swanson / West                                     | Chevrolet Camaro                                              | Ours & Hours Racing                                           | GTX                                                           |
| 42°                                                           | 56                                                            | Valentine / Carter / Edwards                                  | Chevrolet Camaro                                              | Carter Brothers                                               | GTX                                                           |
| 43°                                                           | 87                                                            | Vazquez / Oyler / Hamilton / Hamilton / Seipolt               | Porsche 911                                                   | Pedro Vazquez, Jr.                                            | GTU                                                           |
| 44°                                                           | 2                                                             | Neland / Levenson / Brown                                     | Chevrolet Corvette                                            | Al Levenson                                                   | GTO                                                           |
| 45°                                                           | 52                                                            | Katayama / Terada / Mandeville                                | Mazda RX-3                                                    | Mazda Auto Tokyo                                              | GTU                                                           |
| 46°                                                           | 19                                                            | Cord / Adams                                                  | Chevrolet Monza                                               | Chris Cord Racing                                             | GTX                                                           |
| 47°                                                           | 73                                                            | Howey / Koch / Crabtree                                       | Chevrolet Camaro                                              | Howey Farms                                                   | GTX                                                           |
| 48°                                                           | 76                                                            | Thomas / Mueller / Blackburn                                  | Porsche 911                                                   | Quality Inn                                                   | GTU                                                           |
| 49°                                                           | 72                                                            | Thompson / Hagan / Schmidt                                    | Chevrolet Corvette                                            | Bill Arnold Racing                                            | GTX                                                           |
| 50°                                                           | 20                                                            | Bostyan / Thompson / Yenko                                    | Chevrolet Corvette                                            | Richard L. Bostyan                                            | GTO                                                           |
| 51°                                                           | 25                                                            | Miller / Miller                                               | BMW 3.5 CSL                                                   | Kenper Miller                                                 | GTO                                                           |
| 52°                                                           | 5                                                             | Bond / Kreider / Dann                                         | Chevrolet Monza                                               | Dale Kreider                                                  | GTX                                                           |
| 53°                                                           | 8                                                             | Besenzoni / Dal Ben / Wever                                   | Ferrari 308 GTB                                               | Jolly Club                                                    | GTO                                                           |
| 54°                                                           | 48                                                            | Carusso / Donaldson / Sereix                                  | Chevrolet Corvette                                            | Autodyne Inc.                                                 | GTO                                                           |
| 55°                                                           | 80                                                            | Adams / Bedard / Thomson                                      | Oldsmobile Cutlass                                            | Herb Adams                                                    | GTO                                                           |
| 56°                                                           | 0                                                             | Ongais / Field / Minter                                       | Porsche 935/77A                                               | Interscope Racing                                             | GTX                                                           |
| 57°                                                           | 12                                                            | Wollek / Pescarolo / Jaunet                                   | Porsche 935/77A                                               | Porsche Kremer Racing                                         | GTX                                                           |
| 58°                                                           | 51                                                            | Hotchkis / Kirby / Aase                                       | Porsche 911                                                   | Wynn's International                                          | GTU                                                           |
| 59°                                                           | 4                                                             | Mallet / Bondurant / Romolotti                                | Ferrari 308 GTB                                               | Jolly Club                                                    | GTO                                                           |
| 60°                                                           | 3                                                             | Rice / Levetto                                                | Chevrolet Camaro                                              | Guido Levetto                                                 | GTO                                                           |
| 61°                                                           | 54                                                            | Tunstall / Behr / Timolat                                     | Porsche Carrera RSR                                           | T & C                                                         | GTX                                                           |
| 62°                                                           | 39                                                            | Pickett / Bonnet / Canepa                                     | Porsche Carrera                                               | Greg Pickett                                                  | GTO                                                           |
| 63°                                                           | 27                                                            | Honegger / Scott / Hutchins                                   | Mazda RX-3                                                    | Z & W Enterprises                                             | GTU                                                           |
| 64°                                                           | 2                                                             | Hobbs / Peterson                                              | BMW 320i Turbo                                                | McLaren North America                                         | GTX                                                           |
| 65°                                                           | 17                                                            | Fillingham / Chitwood / Jones                                 | Chevrolet Nova                                                | Tim Chitwood                                                  | GTO                                                           |
| 66°                                                           | 3                                                             | Facetti / Finotto                                             | Porsche 935                                                   | Jolly Club                                                    | GTX                                                           |
| 67°                                                           | 85                                                            | Hulen / Coupland / Engels                                     | Porsche 914/6                                                 | John Hulen                                                    | GTU                                                           |
| 6 Horas de Mugello 19/03/1978 Circuito de Mugello             |                                                               |                                                               |                                                               |                                                               |                                                               |
| Pos                                                           | N°                                                            | Piloto                                                        | Auto                                                          | Equipo                                                        | Clase                                                         |
| 1°                                                            | 12                                                            | Hezemans / Heyer / Fitzpatrick                                | Porsche 935/77A                                               | Gelo Racing Team                                              | Gr.5                                                          |
| 2°                                                            | 15                                                            | Konrad / Jöst / Merl                                          | Porsche 935/77A                                               | Konrad Racing                                                 | Gr.5                                                          |
| 3°                                                            | 31                                                            | Quester / Bell                                                | BMW 320i                                                      | Faltz Preparation                                             | Gr.5                                                          |
| 4°                                                            | 22                                                            | Haldi / Müller                                                | Porsche 935                                                   | Meccarillos Racing                                            | Gr.5                                                          |
| 5°                                                            | 3                                                             | Finotto / Facetti                                             | Porsche 935                                                   | Jolly Club                                                    | Gr.5                                                          |
| 6°                                                            | 23                                                            | Emanuelsson / Olofsson                                        | BMW 320                                                       | BMW Sweden                                                    | Gr.5                                                          |
| 7°                                                            | 8                                                             | Schornstein / "Winter" / Wollek                               | Porsche 935 K2                                                | Porsche Kremer Racing                                         | Gr.5                                                          |
| 8°                                                            | 21                                                            | Micangeli / Pietromarchi                                      | De Tomaso Pantera                                             | Maurizio Micangeli                                            | Gr.5                                                          |
| 9°                                                            | 11                                                            | Fitzpatrick / Ludwig / Hezemans                               | Porsche 935/77A                                               | Gelo Racing Team                                              | Gr.5                                                          |
| 10°                                                           | 32                                                            | Neve / Grohs                                                  | BMW 320                                                       | BMW Belgium                                                   | Gr.5                                                          |
| 11°                                                           | 4                                                             | Bacchelli / Magnani                                           | Lancia Stratos                                                | Jolly Club                                                    | GT                                                            |
| 12°                                                           | 27                                                            | Dören / Holup                                                 | Porsche 934                                                   | Max Moritz                                                    | GT                                                            |
| 13°                                                           | 25                                                            | "Dino" / Camathias / Pacetta                                  | Porsche 934                                                   | "Dino"                                                        | GT                                                            |
| 14°                                                           | 42                                                            | Gschwender / Forster                                          | Porsche 934                                                   | Hans Forster                                                  | GT                                                            |
| 15°                                                           | 16                                                            | Ballot-Léna / Lafosse                                         | Porsche 935                                                   | ASA Cachia                                                    | Gr.5                                                          |
| 16°                                                           | 29                                                            | Drees / Kauwertz                                              | Porsche 935                                                   | Klaus Drees                                                   | Gr.5                                                          |
| 17°                                                           | 7                                                             | Casoni / Manfredini                                           | Porsche 935                                                   | Sportwagen                                                    | Gr.5                                                          |
| 18°                                                           | 36                                                            | Cheever / Francia                                             | BMW 320i                                                      | BMW Italia - Osella                                           | Gr.5                                                          |
| 19°                                                           | 2                                                             | Surer / Kottulinsky                                           | BMW 320                                                       | BMW Schweiz                                                   | Gr.5                                                          |
| 20°                                                           | 26                                                            | Monticone / "Victor"                                          | Porsche 935                                                   | "Victor"                                                      | Gr.5                                                          |
| 21°                                                           | 14                                                            | Kristoffersen / Sindel                                        | Porsche Carrera RSR                                           | Wrangler Racing                                               | GT                                                            |
| 22°                                                           | 5                                                             | di Gioia / Capra                                              | Porsche 934                                                   | Jolly Club                                                    | GT                                                            |
| 23°                                                           | 18                                                            | Pallavicini / Bernhard                                        | Porsche 934                                                   | Angelo Pallavicini                                            | GT                                                            |
| 24°                                                           | 41                                                            | Carter / Gargan                                               | BMW 320i                                                      |                                                               | Gr.5                                                          |
| 25°                                                           | 19                                                            | Rebai / Cambiaghi                                             | Porsche 935                                                   | Carlo Rebai                                                   | Gr.5                                                          |
| 26°                                                           | 37                                                            | Laschi / Ciardi / Fracastoro                                  | Alfa Romeo GTA                                                | Alessandro Fracastoro                                         | Gr.5                                                          |
| 27°                                                           | 9                                                             | Wollek / Pescarolo                                            | Porsche 935/77A                                               | Porsche Kremer Racing                                         | Gr.5                                                          |
| 6 Horas de Dijon 16/04/1978 Dijon-Prenois                     |                                                               |                                                               |                                                               |                                                               |                                                               |
| Pos                                                           | N°                                                            | Piloto                                                        | Auto                                                          | Equipo                                                        | Clase                                                         |
| 1°                                                            | 2                                                             | Wollek / Pescarolo                                            | Porsche 935/77A                                               | Porsche Kremer Racing                                         | Gr.5                                                          |
| 2°                                                            | 5                                                             | Fitzpatrick / Heyer / Hezemans                                | Porsche 935/77A                                               | Gelo Racing Team                                              | Gr.5                                                          |
| 3°                                                            | 21                                                            | Francia / Cheever                                             | BMW 320i                                                      | BMW Italia - Osella                                           | Gr.5                                                          |
| 4°                                                            | 23                                                            | Emanuelsson / Carlsson                                        | BMW 320                                                       | BMW Sweden                                                    | Gr.5                                                          |
| 5°                                                            | 9                                                             | Lafosse / Ballot-Léna                                         | Porsche 935                                                   | ASA Cachia                                                    | Gr.5                                                          |
| 6°                                                            | 3                                                             | Schornstein / "Winter"                                        | Porsche 935/77A                                               | Porsche Kremer Racing                                         | Gr.5                                                          |
| 7°                                                            | 24                                                            | Surer / Kottulinsky                                           | BMW 320                                                       | BMW Schweiz                                                   | Gr.5                                                          |
| 8°                                                            | 31                                                            | Pallavicini / Calderari / Bernhard                            | Porsche 934                                                   | Meccarillos Racing Team                                       | GT                                                            |
| 9°                                                            | 36                                                            | Simonsen / Leim                                               | Porsche 934                                                   | Kenneth Leim                                                  | GT                                                            |
| 10°                                                           | 12                                                            | Kauwertz / Drees / Hähnlein                                   | Porsche 935                                                   | Klaus Drees                                                   | Gr.5                                                          |
| 11°                                                           | 39                                                            | Bussi / "Segolen" / Salam                                     | Porsche 934                                                   | Christian Bussi                                               | GT                                                            |
| 12°                                                           | 34                                                            | Bourdillat / Bernard                                          | Porsche Carrera RSR                                           | ASA Cachia                                                    | GT                                                            |
| 13°                                                           | 20                                                            | Neve / Grohs                                                  | BMW 320                                                       | BMW Belgium                                                   | Gr.5                                                          |
| 14°                                                           | 30                                                            | Vial / Salamin                                                | Porsche 934                                                   | Heinz Schiller                                                | GT                                                            |
| 15°                                                           | 37                                                            | Verney / Striebig                                             | Porsche Carrera RSR                                           | Anny-Charlotte Verney                                         | GT                                                            |
| 16°                                                           | 38                                                            | Dören / Holup                                                 | Porsche 934                                                   | Max Moritz                                                    | GT                                                            |
| 17°                                                           | 4                                                             | Haldi / Müller                                                | Porsche 935                                                   | Meccarillos Racing Team                                       | Gr.5                                                          |
| 18°                                                           | 6                                                             | Hezemans / Ludwig                                             | Porsche 935/77A                                               | Gelo Racing Team                                              | Gr.5                                                          |
| 19°                                                           | 32                                                            | Sindel / Kristoffersen                                        | Porsche 934                                                   | Preben Kristoffersen                                          | GT                                                            |
| 20°                                                           | 25                                                            | Quester / Walkinshaw                                          | BMW 320i                                                      | Faltz Preparation                                             | Gr.5                                                          |
| 21°                                                           | 11                                                            | Casoni / Mallet                                               | Porsche 935                                                   | Carlo Noce                                                    | Gr.5                                                          |
| 22°                                                           | 8                                                             | Konrad / Merl                                                 | Porsche 935/77A                                               | Konrad Racing                                                 | Gr.5                                                          |
| 6 Horas de Silverstone 14/05/1978 Silverstone                 |                                                               |                                                               |                                                               |                                                               |                                                               |
| Pos                                                           | N°                                                            | Piloto                                                        | Auto                                                          | Equipo                                                        | Clase                                                         |
| 1°                                                            | 1                                                             | Mass / Ickx                                                   | Porsche 935/78                                                | Martini Porsche                                               | Gr.5                                                          |
| 2°                                                            | 8                                                             | Wollek / Pescarolo                                            | Porsche 935/77A                                               | Porsche Kremer Racing                                         | Gr.5                                                          |
| 3°                                                            | 53                                                            | Joosen / Grohs                                                | BMW 320                                                       | BMW Belgium                                                   | Gr.5                                                          |
| 4°                                                            | 54                                                            | Kottulinsky / Hotz                                            | BMW 320                                                       | BMW Schweiz                                                   | Gr.5                                                          |
| 5°                                                            | 9                                                             | Schornstein / "Winter" / Wollek                               | Porsche 935 K2                                                | Porsche Kremer Racing                                         | Gr.5                                                          |
| 6°                                                            | 11                                                            | Konrad / Merl                                                 | Porsche 935/77A                                               | Konrad Racing                                                 | Gr.5                                                          |
| 7°                                                            | 25                                                            | Sindel / Kristoffersen                                        | Porsche 934                                                   | Wrangler Racing Team                                          | GT                                                            |
| 8°                                                            | 24                                                            | Pallavicini / Bernhard                                        | Porsche 934                                                   | Pallvano Corse                                                | GT                                                            |
| 9°                                                            | 31                                                            | Raymond / Beasley / Phillips                                  | Porsche Carrera RSR                                           | Simon Phillips                                                | GT                                                            |
| 10°                                                           | 32                                                            | Neville / Wingrove / Lovett                                   | Porsche Carrera RSR                                           | Charles Ivey Engineering                                      | Gr.5                                                          |
| 11°                                                           | 10                                                            | Simonsen / Lundgardh                                          | Porsche 935 2.0                                               | Team Vastkustugan                                             | Gr.5                                                          |
| 12°                                                           | 35                                                            | Bourdillat / Bernard                                          | Porsche Carrera RSR                                           | A.S.A. Cachia                                                 | GT                                                            |
| 13°                                                           | 41                                                            | Brodie / Matthews                                             | Ford Capri III                                                | David Brodie                                                  | T                                                             |
| 14°                                                           | 17                                                            | Franey / Drees                                                | Porsche 935                                                   | Klaus Drees                                                   | Gr.5                                                          |
| 15°                                                           | 22                                                            | Leim / Lombardi                                               | Porsche 934                                                   | Kenneth Leim                                                  | GT                                                            |
| 16°                                                           | 5                                                             | Hezemans / Heyer / Fitzpatrick                                | Porsche 935/77A                                               | Gelo Racing Team                                              | Gr.5                                                          |
| 17°                                                           | 38                                                            | Peterson / Stuck                                              | BMW 320 Turbo                                                 | BMW Motorsport GmbH                                           | Gr.5                                                          |
| 18°                                                           | 28                                                            | Guérin / Delaunay                                             | Porsche 934                                                   | Meccarillos Racing Team                                       | GT                                                            |
| 19°                                                           | 4                                                             | Ludwig / Heyer / Bell                                         | Porsche 935/77A                                               | Gelo Racing Team                                              | Gr.5                                                          |
| 20°                                                           | 6                                                             | Fitzpatrick / Hezemans                                        | Porsche 935/77A                                               | Gelo Racing Team                                              | Gr.5                                                          |
| 21°                                                           | 55                                                            | Grano / Francia                                               | BMW 320                                                       | BMW Italia Osella                                             | Gr.5                                                          |
| 22°                                                           | 15                                                            | Haldi / Müller                                                | Porsche 935                                                   | Meccarillos Racing Team                                       | Gr.5                                                          |
| 23°                                                           | 23                                                            | Dören / Holup                                                 | Porsche 934                                                   | Autohaus Max Moritz                                           | GT                                                            |
| 24°                                                           | 60                                                            | Fletcher / Williams                                           | Lotus Elan                                                    | Carter Bros. (Rochdale) Ltd.                                  | GT                                                            |
| 25°                                                           | 51                                                            | Emanuelsson / Carlsson                                        | BMW 320                                                       | BMW Sweden/Bo Emanuelson Racing                               | Gr.5                                                          |
| 26°                                                           | 14                                                            | Facetti / Finotto                                             | Porsche 935                                                   | Jolly Club                                                    | Gr.5                                                          |
| 27°                                                           | 16                                                            | Lafosse / Leclère                                             | Porsche 935                                                   | A.S.A. Cachia                                                 | Gr.5                                                          |
| 1000 Kilómetros de Nürburgring 28/05/1978 Nürburgring         |                                                               |                                                               |                                                               |                                                               |                                                               |
| Pos                                                           | N°                                                            | Piloto                                                        | Auto                                                          | Equipo                                                        | Clase                                                         |
| 1°                                                            | 3                                                             | Ludwig / Heyer / Hezemans                                     | Porsche 935/77A                                               | Weisberg-Gelo-Team                                            | Gr.5+2.0                                                      |
| 2°                                                            | 8                                                             | Schurti / Ickx                                                | Porsche 935/77A                                               | Jägermeister-Max-Moritz Team                                  | Gr.5+2.0                                                      |
| 3°                                                            | 4                                                             | Wollek / Pescarolo                                            | Porsche 935/77A                                               | Porsche-Kremer-Racing                                         | Gr.5+2.0                                                      |
| 4°                                                            | 12                                                            | Merl / Schreiber / Konrad                                     | Porsche 935                                                   | Konrad-Racing                                                 | Gr.5+2.0                                                      |
| 5°                                                            | 7                                                             | Jöst / Barth                                                  | Porsche 935/77A                                               | Liqui Moly Equipe                                             | Gr.5+2.0                                                      |
| 6°                                                            | 34                                                            | Höttinger / Stuck                                             | BMW 320                                                       | BMW-Faltz                                                     | Gr.5 2.0                                                      |
| 7°                                                            | 29                                                            | Quester / Peterson                                            | BMW 320                                                       | BMW-Faltz                                                     | Gr.5 2.0                                                      |
| 8°                                                            | 11                                                            | Konrad / Merl / Schickentanz                                  | Porsche 935/77A                                               | Konrad-Racing                                                 | Gr.5+2.0                                                      |
| 9°                                                            | 26                                                            | Neve / Grohs                                                  | BMW 320                                                       | BMW Belgium                                                   | Gr.5 2.0                                                      |
| 10°                                                           | 10                                                            | Fischhaber / Feitler                                          | Porsche 934                                                   | Jägermeister-Racing-Team                                      | Gr.5+2.0                                                      |
| 11°                                                           | 9                                                             | Schimpf / Feitler / Dören                                     | Porsche Carrera RSR                                           | Jägermeister-Racing-Team                                      | Gr.5+2.0                                                      |
| 12°                                                           | 25                                                            | Brambilla / Francia                                           | BMW 320                                                       | BMW Italia - Osella                                           | Gr.5 2.0                                                      |
| 13°                                                           | 17                                                            | Micangeli / Pietromarchi                                      | De Tomaso Pantera                                             | Guida Monaci                                                  | Gr.5+2.0                                                      |
| 14°                                                           | 48                                                            | Happel / von Tschirnhaus                                      | Porsche Carrera RS                                            | Norddeutscher Automobilclub e. V.                             | T/GT+2.0                                                      |
| 15°                                                           | 43                                                            | Konrad / Freiberger                                           | Porsche Carrera RSR                                           | Porsche-Kremer-Racing                                         | T/GT+2.0                                                      |
| 16°                                                           | 14                                                            | Simonsen / Lundgardh                                          | Porsche 935                                                   | Västkuststugan                                                | Gr.5+2.0                                                      |
| 17°                                                           | 19                                                            | Drees / Hähnlein                                              | Porsche 935                                                   | Klaus Drees                                                   | Gr.5+2.0                                                      |
| 18°                                                           | 41                                                            | Zbinden / Kofel                                               | Porsche 934                                                   | Scuderia Basilea                                              | T/GT+2.0                                                      |
| 19°                                                           | 52                                                            | Walter / Prinz                                                | Porsche Carrera RSR                                           | Wolfgang Walter                                               | T/GT+2.0                                                      |
| 20°                                                           | 96                                                            | König / Weltrowski                                            | BMW 320i                                                      | Eggenberger-Motorsport                                        | T/GT2.0                                                       |
| 21°                                                           | 54                                                            | Römer / Jäger                                                 | Porsche Carrera RS                                            | Karl-Josef Römer                                              | T/GT+2.0                                                      |
| 22°                                                           | 49                                                            | Lörper / Oppermann / Beise                                    | Porsche Carrera                                               | Norddeutscher Automobilclub e. V.                             | T/GT+2.0                                                      |
| 23°                                                           | 45                                                            | Lässig / Duge                                                 | Porsche Carrera RS                                            | Autohaus Max Moritz GmbH                                      | T/GT+2.0                                                      |
| 24°                                                           | 101                                                           | Weißgerber / Bremmekamp                                       | BMW 2002                                                      | MSTC Erbach DMV Club 199                                      | T/GT2.0                                                       |
| 25°                                                           | 50                                                            | Gries / Brune / Dreeser                                       | Porsche Carrera RS                                            | MSC-Adenau e. V. im ADAC                                      | T/GT+2.0                                                      |
| 26°                                                           | 62                                                            | Weisheidinger / Hackner                                       | Opel Commodore                                                | Abex-Pagid Racing                                             | T/GT+2.0                                                      |
| 27°                                                           | 83                                                            | Rosterg / Hahne                                               | Ford Escort RS 2000                                           | MSC-Adenau e. V. im ADAC                                      | T/GT2.0                                                       |
| 28°                                                           | 55                                                            | Pallavicini / Vanoli / Bernhard                               | Porsche 934                                                   | Pallvano-Corse                                                | T/GT+2.0                                                      |
| 29°                                                           | 60                                                            | Sonntag / Dittert                                             | Opel Commodore                                                | Automobilclub Rübenach e. V. im ADAC                          | T/GT+2.0                                                      |
| 30°                                                           | 73                                                            | Bieler / Arlt                                                 | Volkswagen Scirocco                                           | Renngemeinschaft Sieglar e. V. im ADAC                        | T/GT2.0                                                       |
| 31°                                                           | 98                                                            | Hegels / Vogt                                                 | BMW 2002                                                      | Rhein-Ruhr-Racing-Team                                        | T/GT2.0                                                       |
| 32°                                                           | 79                                                            | Webs / Heckler                                                | Ford Escort RS 2000                                           | KWS-Motorsport                                                | T/GT2.0                                                       |
| 33°                                                           | 84                                                            | Wohlfahrter / Krause / Müller                                 | Ford Escort RS 2000                                           | Scuderia Colonia e. V. im ADAC                                | T/GT2.0                                                       |
| 34°                                                           | 85                                                            | Kummle / Vogt                                                 | Ford Escort RS 2000                                           | Cavallo-Matras                                                | T/GT2.0                                                       |
| 35°                                                           | 78                                                            | Schommers / Doll                                              | Ford Escort RS 2000                                           | KWS-Motorsport                                                | T/GT2.0                                                       |
| 36°                                                           | 18                                                            | Müller / Haldi                                                | Porsche 935                                                   | Meccarillos Racing Team                                       | Gr.5+2.0                                                      |
| 37°                                                           | 72                                                            | Bungard / Heicker                                             | Opel Kadett GT/E                                              | Renngemeinschaft Sieglar e. V. im ADAC                        | T/GT2.0                                                       |
| 38°                                                           | 58                                                            | Hild / Habermann / Mast                                       | Porsche Carrera RS                                            | Kurt Hild                                                     | T/GT+2.0                                                      |
| 39°                                                           | 70                                                            | Gürthler / Schmitz-Moormann / Haoben                          | Toyota Celica                                                 | Postert-Toyota-Team                                           | T/GT2.0                                                       |
| 40°                                                           | 46                                                            | Holup / Dören                                                 | Porsche 934                                                   | Jägermeister-Racing-Team                                      | T/GT+2.0                                                      |
| 41°                                                           | 89                                                            | Rummel / Hintz                                                | BMW 2002                                                      | IFM-Electronic-Efector                                        | Group 2/Div.1                                                 |
| 42°                                                           | 103                                                           | Hens / Weiler / Stern                                         | BMW 2002                                                      | Valvoline Racing                                              | Group 2/Div.1                                                 |
| 43°                                                           | 63                                                            | Utz / Jahn                                                    | Porsche Carrera RS                                            | Hahn Sportwagen GmbH                                          | Group 4/Div.2                                                 |
| 44°                                                           | 28                                                            | Olofsson / Emanuelsson                                        | BMW 320                                                       | BMW Sweden                                                    | Group 5/Div.1                                                 |
| 45°                                                           | 81                                                            | Soltwedel / Schneider                                         | Ford Escort RS 2000                                           | Ford Berkenkamp Racing                                        | Group 1/Div.1                                                 |
| 46°                                                           | 27                                                            | Kottulinsky / Hotz                                            | BMW 320                                                       | BMW Schweiz                                                   | Group 5/Div.1                                                 |
| 47°                                                           | 1                                                             | Hezemans / Ludwig / Fitzpatrick                               | Porsche 935/77A                                               | Weisberg-Gelo-Team                                            | Group 5/Div.2                                                 |
| 48°                                                           | 31                                                            | Degenhardt / Schäfer                                          | NSU Prinz 1200 TT                                             | Degenhardt/Schäfer                                            | Group 5/Div.1                                                 |
| 49°                                                           | 91                                                            | Breitenbach / Wolf                                            | Volkswagen Scirocco                                           | Klaus Breitenbach                                             | Group 2/Div.1                                                 |
| 50°                                                           | 95                                                            | Herler / Ickenroth                                            | BMW 2002                                                      | Herbert Herler                                                | Group 2/Div.1                                                 |
| 51°                                                           | 47                                                            | Sindel / Kristoffersen                                        | Porsche 934                                                   | Wrangler-Racing-Team                                          | Group 4/Div.2                                                 |
| 52°                                                           | 82                                                            | Weisert / Falk / Dauer                                        | Ford Escort RS 2000                                           | Sportcars Club of Stuttgart e. V.                             | Group 1/Div.1                                                 |
| 53°                                                           | 71                                                            | Kilian / Gilges / Reinke                                      | Audi 80                                                       | Kilian-Tuning                                                 | Group 2/Div.1                                                 |
| 54°                                                           | 97                                                            | Kuhlmann / Prentzel                                           | BMW 2002 Tii                                                  | IFM-Electronic-Efector                                        | Group 2/Div.1                                                 |
| 55°                                                           | 76                                                            | Jacobs / Hilger                                               | Volkswagen Scirocco                                           | Wolfgang Jacobs                                               | Group 2/Div.1                                                 |
| 56°                                                           | 40                                                            | Leim / Köhler / Lombardi                                      | Porsche 934                                                   | Kenneth Leim                                                  | Group 4/Div.2                                                 |
| 57°                                                           | 57                                                            | Müller / Hechler                                              | Porsche Carrera RSR                                           | Müllerbräu-Valvoline-Racing                                   | Group 4/Div.2                                                 |
| 58°                                                           | 16                                                            | Galimberti / Gottifredi / Capra                               | Porsche 935                                                   | Jolly Club                                                    | Group 5/Div.2                                                 |
| 59°                                                           | 2                                                             | Fitzpatrick / Heyer / Hezemans                                | Porsche 935/77A                                               | Weisberg-Gelo-Team                                            | Group 5/Div.2                                                 |
| 60°                                                           | 44                                                            | Rieder / Hoier                                                | Porsche 930                                                   | "Schulz-Gruppe"                                               | Group 4/Div.2                                                 |
| 61°                                                           | 80                                                            | Selzer / Mauer / Braumüller                                   | Ford Escort RS 2000                                           | Ford Berkenkamp Racing                                        | Group 1/Div.1                                                 |
| 62°                                                           | 6                                                             | Stommelen / Ertl                                              | Toyota Celica Turbo                                           | Toyota-Deutschland                                            | Group 5/Div.2                                                 |
| 63°                                                           | 30                                                            | Wagner / Denzel                                               | BMW 320                                                       | Wagner/Denzel                                                 | Group 5/Div.1                                                 |
| 64°                                                           | 92                                                            | Prüser / Sieben                                               | BMW 320                                                       | "EPN" Automobilsport                                          | Group 2/Div.1                                                 |
| 65°                                                           | 5                                                             | Schornstein / "Winter"                                        | Porsche 935/77A                                               | Porsche-Kremer-Racing                                         | Group 5/Div.2                                                 |
| 66°                                                           | 90                                                            | Zweibäumer / Müller                                           | BMW 2002                                                      | Auto-Budde-Racing                                             | Group 2/Div.1                                                 |
| 67°                                                           | 94                                                            | Nickisch / Schramm / Walterscheid                             | Volkswagen Scirocco                                           | Renngemeinschaft Sieglar e. V. im ADAC                        | Group 2/Div.1                                                 |
| 6 Horas de Misano 25/06/1978 Circuito de Misano               |                                                               |                                                               |                                                               |                                                               |                                                               |
| Pos                                                           | N°                                                            | Piloto                                                        | Auto                                                          | Equipo                                                        | Clase                                                         |
| 1°                                                            | 7                                                             | Wollek / Pescarolo                                            | Porsche 935/77A                                               | Porsche Kremer Racing                                         | Gr.5                                                          |
| 2°                                                            | 23                                                            | "Victor" / Monticone                                          | Porsche 935                                                   | "Victor"                                                      | Gr.5                                                          |
| 3°                                                            | 12                                                            | Konrad / Merl                                                 | Porsche 935/77A                                               | Konrad Racing                                                 | Gr.5                                                          |
| 4°                                                            | 2                                                             | Neve / Grohs                                                  | BMW 320                                                       | BMW Belgium                                                   | Gr.5                                                          |
| 5°                                                            | 1                                                             | Quester / Wolf                                                | BMW 320                                                       | BMW Faltz Essen                                               | Gr.5                                                          |
| 6°                                                            | 4                                                             | Kottulinsky / Hotz                                            | BMW 320                                                       | BMW Schweiz                                                   | Gr.5                                                          |
| 7°                                                            | 18                                                            | Pallavicini / Kofel / Vanoli                                  | Porsche 934                                                   | Angelo Pallavicini                                            | GT                                                            |
| 8°                                                            | 26                                                            | Dören / Holup / Schimpf                                       | Porsche 934                                                   | Max Moritz                                                    | GT                                                            |
| 9°                                                            | 25                                                            | Capra / Gottifredi / di Gioia                                 | Porsche 934                                                   | Jolly Club                                                    | GT                                                            |
| 10°                                                           | 28                                                            | Piazzi / Zorzi / Benusiglio                                   | Fiat X1/9 Dallara                                             | Giuseppe Piazzi                                               | Gr.5                                                          |
| 11°                                                           | 32                                                            | Rombolotti / Rossi / Daverio                                  | Alpine A110 Renault                                           |                                                               | Gr.5                                                          |
| 12°                                                           | 11                                                            | Kristoffersen / Sindel                                        | Porsche 934                                                   | Preben Kristoffersen                                          | GT                                                            |
| 13°                                                           | 6                                                             | Hezemans / Ludwig / Fitzpatrick                               | Porsche 935/77A                                               | Gelo Racing Team                                              | Gr.5                                                          |
| 14°                                                           | 24                                                            | Leim / Simonsen                                               | Porsche 934                                                   | Kenneth Leim                                                  | GT                                                            |
| 15°                                                           | 9                                                             | Grano / Facetti / Finotto                                     | Porsche 935                                                   | Jolly Club                                                    | Gr.5                                                          |
| 16°                                                           | 3                                                             | Francia / Höttinger                                           | BMW 320                                                       | BMW Italia/Osella                                             | Gr.5                                                          |
| 17°                                                           | 19                                                            | Micangeli / Micangeli                                         | De Tomaso Pantera                                             | Scuderia Brescia Corse                                        | Gr.5                                                          |
| 18°                                                           | 8                                                             | Fitzpatrick / Heyer                                           | Porsche 935/77A                                               | Gelo Racing Team                                              | Gr.5                                                          |
| 19°                                                           | 5                                                             | Carlsson / Emanuelsson                                        | BMW 320                                                       | BMW Sweden                                                    | Gr.5                                                          |
| 6 Horas de Watkins Glen 08/07/1978 Watkins Glen               |                                                               |                                                               |                                                               |                                                               |                                                               |
| Pos                                                           | N°                                                            | Piloto                                                        | Auto                                                          | Equipo                                                        | Clase                                                         |
| 1°                                                            | 30                                                            | Hezemans / Fitzpatrick / Gregg                                | Porsche 935/77A                                               | GeLo Racing                                                   | Gr.5                                                          |
| 2°                                                            | 90                                                            | Stommelen / Schurti / Barbour                                 | Porsche 935/77A                                               | Dick Barbour Performance                                      | Gr.5                                                          |
| 3°                                                            | 10                                                            | Quester / Stuck                                               | BMW 320                                                       | BMW Faltz Essen                                               | Gr.5                                                          |
| 4°                                                            | 13                                                            | Shaw, Jr. / Shelton                                           | Porsche 935                                                   | Hal Shaw Racing                                               | Gr.5                                                          |
| 5°                                                            | 19                                                            | Cord / Adams                                                  | Chevrolet Monza 350                                           | Chris Cord Racing                                             | -                                                             |
| 6°                                                            | 71                                                            | Thomas / Chandler                                             | Porsche 935                                                   | Otis Chandler                                                 | Gr.5                                                          |
| 7°                                                            | 44                                                            | Fuerstenau / Tullius                                          | Jaguar XJS                                                    | Group 44                                                      | -                                                             |
| 8°                                                            | 3                                                             | Guthrie / Redman / Haywood                                    | Porsche 935                                                   | Vasek Polak Racing                                            | Gr.5                                                          |
| 9°                                                            | 97                                                            | Frank / Schramm                                               | Porsche Carrera RSR                                           | Framm Promotions                                              | -                                                             |
| 10°                                                           | 32                                                            | Griswold / Akin                                               | Porsche Carrera RSR                                           | Earle & Akin Racing Assoc.                                    | Gr.5                                                          |
| 11°                                                           | 25                                                            | Migault / Guitteny                                            | Ferrari 365 GT4/BB                                            | Grand Competition Cars, Inc.                                  | -                                                             |
| 12°                                                           | 29                                                            | Overbagh / Hagan                                              | Chevrolet Monza 350                                           | Billy J. Hagan                                                | GT                                                            |
| 13°                                                           | 77                                                            | Jennings / O'Steen                                            | Porsche 911 S                                                 | Bruce Jennings                                                | -                                                             |
| 14°                                                           | 9                                                             | Huber / Headley                                               | Chevrolet Corvette 427                                        | Apple Valley Racing                                           | -                                                             |
| 15°                                                           | 7                                                             | Heimrath / Miller                                             | Porsche 935                                                   | Heimrath Racing                                               | Gr.5                                                          |
| 16°                                                           | 79                                                            | Callas / Papke                                                | Porsche Carrera RSR                                           | Rennsport Porsche Works                                       | Gr.5                                                          |
| 17°                                                           | 43                                                            | Joyce / Bothello                                              | Chevrolet Corvette 427                                        | Phantom Racing                                                | -                                                             |
| 18°                                                           | 17                                                            | Pallavicini / Calderari                                       | Porsche 934                                                   | Pallvano Corse                                                | GT                                                            |
| 19°                                                           | 91                                                            | Roberts / Schulte                                             | Chevrolet Corvette 350                                        | Tom's Mechanical Emporium                                     | -                                                             |
| 20°                                                           | 98                                                            | Rynone / Oleyar                                               | Chevrolet Corvette 427                                        | Rynone Industries                                             | -                                                             |
| 21°                                                           | 16                                                            | Kassel / Franklin                                             | Chevrolet Camaro 302                                          | Kassel Auto Parts of Syracuse                                 | -                                                             |
| 22°                                                           | 94                                                            | Whittington / Whittington                                     | Porsche 935/77A                                               | Whittington Borthers                                          | Gr.5                                                          |
| 23°                                                           | 60                                                            | Brandt / Callas                                               | Chevrolet Corvette 350                                        | John J. Brandt                                                | -                                                             |
| 24°                                                           | 6                                                             | Pickett / Gloy                                                | Chevrolet Corvette 427                                        | Pickett Racing                                                | -                                                             |
| 25°                                                           | 0                                                             | Ongais / Field                                                | Porsche 935/77A                                               | Interscope Racing                                             | Gr.5                                                          |
| 26°                                                           | 1                                                             | Follmer / Ickx                                                | Porsche 935                                                   | Vasek Polak Racing                                            | Gr.5                                                          |
| 27°                                                           | 11                                                            | Heinz / Forbes-Robinson                                       | Chevrolet Monza 350                                           | Budweiser Racing Team                                         | -                                                             |
| 28°                                                           | 24                                                            | Frank / Leven                                                 | Porsche Carrera RSR                                           | Executive Industries                                          | -                                                             |
| 29°                                                           | 51                                                            | Aquilante / White                                             | Chevrolet Corvette 350                                        | Thomas Aquilante                                              | -                                                             |
| 30°                                                           | 22                                                            | Stephens                                                      | Porsche Carrera RSR                                           | Jeffrey Stephens                                              | -                                                             |
| 31°                                                           | 20                                                            | Höttinger / Grohs                                             | BMW 320                                                       | BMW Faltz Essen                                               | Gr.5                                                          |
| 32°                                                           | 92                                                            | Orr / Jobe                                                    | Chevrolet Corvette 454                                        | E. F. Miller & Co. and Sherill ARCO                           | -                                                             |
| 33°                                                           | 4                                                             | Haywood / Gunn                                                | Porsche 935                                                   | Vasek Polak Racing                                            | Gr.5                                                          |
| 34°                                                           | 88                                                            | Hamilton / Collins / Wade                                     | Porsche 911 S                                                 | Hamilton House Racing                                         | -                                                             |
| 35°                                                           | 53                                                            | Schuler / Schuler                                             | Datsun 280Z                                                   | Fred Schuler                                                  | -                                                             |
| 36°                                                           | 18                                                            | Kicak / Young                                                 | Chevrolet Corvette 360                                        | Free Spirit Racing                                            | -                                                             |
| 37°                                                           | 80                                                            | Engels                                                        | Chevrolet Corvette 454                                        | Nagel Racing Enterprises                                      | -                                                             |
| 38°                                                           | 64                                                            | Carter / Baechle                                              | Chevrolet Corvette 427                                        | Endurance Racing Enterprises, Inc./Auto Parts                 | -                                                             |
| 39°                                                           | 74                                                            | Scott                                                         | Porsche 911 S                                                 | Z & W Enterprises                                             | GT                                                            |
| 40°                                                           | 82                                                            | Solomone                                                      | Chevrolet Camaro Turbo 302                                    | Solomone Racing                                               | -                                                             |
| 41°                                                           | 12                                                            | Peterson                                                      | BMW 320i Turbo                                                | McLaren North America                                         | Gr.5                                                          |
| 42°                                                           | 81                                                            | Morton                                                        | Pontiac Firebird Trans-Am                                     | Adams Associates                                              | -                                                             |
| 43°                                                           | 62                                                            | Thomas                                                        | Porsche Carrera RSR                                           | Lancer                                                        | -                                                             |
| 44°                                                           | 2                                                             | Hobbs                                                         | BMW 320i Turbo                                                | McLaren North America                                         | Gr.5                                                          |
| 6 Horas de Vallelunga 03/09/1978 Autódromo de Vallelunga      |                                                               |                                                               |                                                               |                                                               |                                                               |
| Pos                                                           | N°                                                            | Piloto                                                        | Auto                                                          | Equipo                                                        | Clase                                                         |
| 1°                                                            | 3                                                             | Pescarolo / Wollek                                            | Porsche 935/77A                                               | Porsche Kremer Racing                                         | Gr.5                                                          |
| 2°                                                            | 8                                                             | Hezemans / Heyer / Fitzpatrick                                | Porsche 935/77A                                               | Gelo Racing Team                                              | Gr.5                                                          |
| 3°                                                            | 9                                                             | Fitzpatrick / Ludwig / Hezemans                               | Porsche 935/77A                                               | Gelo Racing Team                                              | Gr.5                                                          |
| 4°                                                            | 34                                                            | Surer / Kottulinsky                                           | BMW 320                                                       | BMW Schweiz                                                   | Gr.5                                                          |
| 5°                                                            | 5                                                             | Facetti / Ghinzani / Moreschi                                 | Porsche 935                                                   | Jolly Club                                                    | Gr.5                                                          |
| 6°                                                            | 6                                                             | Schornstein / "Winter"                                        | Porsche 935/77A                                               | Porsche Kremer Racing                                         | Gr.5                                                          |
| 7°                                                            | 19                                                            | Konrad / Merl                                                 | Porsche 935/77A                                               | Konrad Racing                                                 | Gr.5                                                          |
| 8°                                                            | 24                                                            | Dören / Holup                                                 | Porsche 934                                                   | Max Moritz                                                    | Gr.5                                                          |
| 9°                                                            | 12                                                            | Pallavicini / Vanoli                                          | Porsche 934                                                   | Angelo Pallavicini                                            | GT                                                            |
| 10°                                                           | 22                                                            | Calderari / Severi                                            | Porsche Carrera RS                                            | Angelo Pallavicini                                            | GT                                                            |
| 11°                                                           | 4                                                             | "Victor" / Monticone                                          | Porsche 935                                                   | "Victor"                                                      | Gr.5                                                          |
| 12°                                                           | 36                                                            | Emanuelsson / Elgh                                            | BMW 320                                                       | BMW Sweden                                                    | Gr.5                                                          |
| 13°                                                           | 23                                                            | Gottifredi / Capra / di Gioia                                 | Porsche 934                                                   | Jolly Club                                                    | Gr.5                                                          |
| 14°                                                           | 1                                                             | Ickx / Schurti                                                | Porsche 935/78                                                | Martini Racing                                                | Gr.5                                                          |
| 15°                                                           | 31                                                            | Joosen / Grohs                                                | BMW 320                                                       | BMW Belguim                                                   | Gr.5                                                          |
| 16°                                                           | 33                                                            | Quester / Höttinger                                           | BMW 320                                                       | BMW Austria                                                   | Gr.5                                                          |
| 17°                                                           | 7                                                             | Haldi / Müller                                                | Porsche 935                                                   | Meccarillos Racing Team                                       | Gr.5                                                          |
| 18°                                                           | 18                                                            | Micangeli / Pietromarchi                                      | De Tomaso Pantera                                             | Micangeli Brothers                                            | Gr.5                                                          |
| 19°                                                           | 32                                                            | Francia / Cheever                                             | BMW 320                                                       | BMW Italia/Osella                                             | Gr.5                                                          |
| 20°                                                           | 38                                                            | Piazzi / Zorzi / Alberti                                      | Fiat X1/9                                                     | Giuseppe Piazzi                                               | Gr.5                                                          |
| 21°                                                           | 15                                                            | Radicella / Agrippino                                         | Porsche Carrera                                               |                                                               | Gr.5                                                          |
| 22°                                                           | 2                                                             | Stuck / Peterson                                              | BMW 320 Turbo                                                 | BMW Motorsport GmbH                                           | Gr.5                                                          |
| 23°                                                           | 16                                                            | Bleynie / Ballot-Léna                                         | Porsche 911                                                   |                                                               | GT                                                            |

## Posiciones finales
| CONSTRUCTORES GT   | CONSTRUCTORES GT | CONSTRUCTORES GT |
| Pos                | Equipo           | Puntos           |
| ------------------ | ---------------- | ---------------- |
| 1°                 | Porsche          | 115              |
| 2°                 | Lancia           | 20               |
| 3°                 | Chevrolet        | 20               |
| 4°                 | Fiat             | 10               |
| 5°                 | Alpine           | 8                |
| CONSTRUCTORES +2.0 |                  |                  |
| Pos                | Equipo           | Puntos           |
| 1°                 | Porsche          | 120              |
| 2°                 | De Tomaso        | 8                |
| 3°                 | Chevrolet        | 4                |
| 4°                 | Ferrari          | 3                |
| 5°                 | Lancia           | 3                |
| CONSTRUCTORES -2.0 |                  |                  |
| Pos                | Equipo           | Puntos           |
| 1°                 | BMW              | 120              |
| 2°                 | Porsche          | 12               |
| 3°                 | Fiat             | 10               |
| 4°                 | Alpine           | 8                |
| 5°                 | Volkswagen       | 6                |
| 6°                 | Ford             | 4                |

| Predecesor: WSC 1977 | Campeonato Mundial de Resistencia 1978 | Sucesor: WSC 1979 |

- Datos: Q2742745